# 성주산문
성주산문(聖住山門) 또는 성주산파(聖住山派)는 신라 말기와 고려 초기에 성립된 선종 구산의 하나이다.
성주산은 충청남도 보령군 미산면 성주사 옛터가 그것이다. 신라 문성왕 8년(846) 개산하였으며, 개산조는 무염(無染)이다.
무염은 태종무열왕의 8대손이며 설악산 오색석사(五色石寺)에서 법성(法性)에 의하여 득도하였다. 그 뒤 부석사 석증(釋證)으로부터 화엄경을 배웠다. 헌덕왕 13년(821)에 당나라에 가서 마조의 문하 마곡보철(麻谷寶澈)로부터 심법을 얻었다. 문성왕 8년(846)에 귀국하여 왕자 흔(昕)에 의하여 충남 남포(藍浦) 오합사(烏合寺)에 주석하여 선풍을 날렸는데 문성왕이 사액(賜額)을 성주사(聖住寺)로 내렸다. 경문왕 · 헌강왕 두 왕의 국사가 되어 무설토(無舌土)의 정전문법(正專門法)을 열어서 종지를 선양하였다. 진성여왕 2년(888) 향년 88세로 시적하여 대랑혜(大朗慧)란 시호를 받았다.
문하에 승량(僧亮) · 보신(普愼) · 순차(詢叉) · 심광(心光) 등 2,000여 인이 있어 종풍을 유지 현양하여 성주산문의 한파를 이루었다.

## 참고 문헌
- 이 문서에는 다음커뮤니케이션(현 카카오)에서 GFDL 또는 CC-SA 라이선스로 배포한 글로벌 세계대백과사전의 "성주산파" 항목을 기초로 작성된 글이 포함되어 있습니다.